# Jacques Alexis de Verteuil
Jacques Alexis de Verteuil   (Beaurepaire, 26 de març de 1726 - Savenay, 24 de desembre de 1793) fou un general francès i cavaller de l'Orde de l'Esperit Sant (1770).
Després de servir al Canadà francès i ser governador de l'illa d'Yeu des de 1768, Verteuil era al comandament de La Rochelle en l'obertura de la Revolució Francesa. Després es va convertir en tinent general de l'exèrcit realista catòlic durant la Revolta de La Vendée. Capturat a Savenay, va ser executat com a presoner de la Convenció Nacional per les seves activitats contrarevolucionàries (condemnat com a "bandoler") a la Vendée.
Nascut a Beaurepaire, Vendée, Poitou, fill de Leonard de Verteuil, baró de Feuillas (1680-1743), Jacques Alexis es va casar l'agost de 1754 a Louisbourg, Nova Escòcia, amb Marie du Pont du Vivier de Gourville, filla de la seigneur de Gourville, títol que heretà.